# 2 : 0 је најопаснији резултат
„2 : 0 је најопаснији резултат”, клише у спортском новинарству који се користи у ситуацији кад један тим на полувремену води са 2 : 0, после чега се опусти и има проблема да оствари очекивану победу.
Ова фраза се најчешће користи у фудбалу, а тренери је користе да би мотивисали своју екипу и спречили пад концентрације и преурањено опуштање.
И поред своје популарности, не постоје статистички подаци који говоре у прилог овој тези — нпр., у Премијер лиги, тек у око 2% случајева екипа која на полувремену води 2 : 0 на крају изгуби утакмицу.

## Примери коришћења
Најпознатији заговорник овог неписаног правила у Србији је био Милан Живадиновић.
Јозеф Чаплар, чешки фудбалски тренер и спортски коментатор, популаризовао је ову фразу у чешком фудбалу, те је по њему позната као „Чапларова замка”.